# Sakara Records
Sakara Records – fińska wytwórnia muzyczna założona przez zespół Mokoma w 2003 roku.

## Zespoły
- Black Bile (2007–)
- Diablo (2008–)
- Mokoma (2003–)
- Rytmihäiriö (2006–)
- Stam1na (2004–)
- YUP (2008–)
- Teräsbetoni (2010-)